# Валдас Адамкус
Валдас Адамкус (на литовски: Valdas Adamkus) е литовски политик, президент на Литва през периодите 1998 – 2003 и 2004 – 2009 г.
След Втората световна война живее в Германия, после в САЩ (от 1949 г.), където завършва строително инженерство (1960), служи като подофицер, работи на държавна служба, достигайки до длъжността (1981 – 1997) регионален администратор на 5-и регион на Агенцията за защита на околната среда.

## Биография
Литва
Роден е на 3 ноември 1926 г. в Каунас, Литва, в семейството на католици. Баща му е сред първите директори на литовското военновъздушно училище в младата република Литва, бил е началник на Генералния щаб на Литва. В младежките си години Валдас е член на тайно националистическо движение. През 1944 г. Валдас Адамкус става личен адютант на небезизвестния „Минския касапин“ – Антанас Импулявичюс – известен литовски нацист и колаборационист, осъден на смърт за военни престъпления извършени в Литва и Беларус по време на Втората световна война.
След боевете през октомври 1944 г. под град Сяда, отстъпва с остатъците на литовския нацистки легион и германските войски в град Кретинг, а след това и в Германия. С навлизането на съветските войски в Германия, Валдас Адамкус се добира до западната част на Германия, окупирана вече от западните съюзници.
В Германия завършва литовска гимназия, след което постъпва в Мюнхенския университет. През 1948 г. участва в Олимпийските игри на поробените народи в Германия и печели златен и сребърен медал в състезанията по лека атлетика.
Съединени щати
Емигрира в САЩ през 1949 г., където вече се е укрил и бившия му нацистки куратор – Антанас Импулявичюс. Служи като подофицер в 5-и армейски резерв на военното разузнаване през 1950-те години. В 1955 г. получава американско гражданство. След като се уволнява от армията работи в автозавод в Чикаго като чертожник. Дипломира се като инженер от Илинойския технически институт през 1960 г.
Започва работа в Агенцията за защита на околната среда на САЩ при нейното учредяване през 1970 г. Ръководи научноизследователски център, после е заместник-администратор на 5-и регион (Средния Запад) на агенцията. Назначен е от президента Роналд Рейгън за регионален администратор на 5-и регион през 1981 г. Отговаря за въздушните и водните отпадъци и за програмите за контрол върху замърсяването в щатите Илинойс, Индиана, Мичиган, Минесота, Охайо и Уисконсин. Рейгън го награждава с най-високата награда за държавен служител през 1985 г. Подава оставка през 1997 г., след 29 години федерална служба. Член е на Републиканската партия.
Литва
След като се връща в Литва и се отказва от гражданството си в САЩ и името на Адамкус е записано в списъка на кандидат-президентите. Избран е за президент през 1998 г. и мандатът му изтича през 2003 г. На изборите през 2003 г. е победен от Роландас Паксас, който обаче скоро след това бива отстранен от длъжност след импийчмънт поради опитите си да води независима от САЩ политика. На последвалите извънредни избори през 2004 г. Адамкус печели убедително. От 12 юли 2004 до 12 юли 2009 година отново е президент на Литва.
В юни 2021 г. беларуските власти възобновяват разследването по военни престъпления и извършването на геноцид над беларуски граждани от нацистите и техните колаборатори по време на Втората световна война и отправят искане към генералната прокуратура на Литва за оказване на правна помощ и съдействие при разследванията. В отправеното искане Адамкус е посочен като непосредствен „свидел“ на разследваните престъпления.